# Afroxilens
Els afroxilens són els membres d'un grup ètnic de persones de nacionalitat xilena descendents d'africans subsaharians. Tenen tres orígens diferents: els que són descendents dels esclaus que foren portats durant l'època colonial de l'actual Xile i que viuen sobretot al nord del país, que havia format part del Virregnat del Perú. En segon lloc, aquells descendents d'esclaus africans que foren portats a altres regions americanes i que han emigrat a Xile i generat descendència. I en tercer lloc, aquells immigrants africans que han arribat a Xile i han generat descendència.
El primer grup va aparéixer després de l'annexió de les regions d'Arica i Parinacota i de Tarapacá després que Xile vencés al Perú a la Guerra del Pacífic el 1884, ja que durant la Colonització espanyola de Xile, la Capitania General de Xile no era considerat un destí rellevant per al comerç d'esclaus i la població afrodescendent del territori era molt marginal. Aquesta població té un altr grau de mestissatge i té una incipient identitat afroxilena després de més d'un segle d'invisibilització per part de l'estat i la població xilena en general. Actualment, aquests afroxilens viuen sobretot a les valls de Lluta i d'Azapa.
El segon grup d'afroxilens està compost per immigrans i descendents d'afroamericans: afroperuans, afrohaitians, afrouruguaians, afrobrasilers, afrocolombians, afroequatorians, afroveneçolans, afrocubans, afroamericans dels Estats Units, afrodominicans, etc. Aquest grup s'ha incrementat considerablement des de la Transició a la democràcia, ja que ciutats com Santiago de Chile i Antofagasta han rebut immigrants de la resta del continent que buscaven millors condicions socials i econòmiques. Els afroxilens d'aquest grup també tenen un gran nivell de mestissatge amb població d'origen europea (mulats), indígena (zambos) o una combinació d'ambdós.
El tercer grup d'afroxilens està compost per africans immigrants i els seus descendents. Com els anteriors, han immigrat a Xile per a buscar-hi millors condicions de vida, moltes vegades com a refugiats degut a les guerres africanes dels últims temps. A diferència dels grups anteriors, la seva cultura, llengua, religió i costums són molt diferents a les llatinoamericanes i afrollatines. Tenen un origen ètnic molt divers.
L'estat de Xile no distingeix els seus ciutadans pel color de la seva pell ni reconeix els afroxilens com un grup ètnic i per això en l'actualitat no hi ha cap mecanisme oficial per a censar a la població afrodescendet i per això el seu nombre és incert. Per altra banda, estudis genètics fets el 2014 assenyalen que el genoma xilè prové en un 3,8% d'africans subsaharians, sobretot a les regions de Tarapacá (5,7%), Antofagasta (5%) i la Regió Metropolitana (4,5%). La regió que hi té menys incidència és Aysén (0,3%).

## Ressenya
Com que el tipus d'activitat econòmica a l'època colonial, degut a raons climàtiques, mai fou de grans plantacions tropicals (cotó, sucre i tabac, entre d'altres), els imperialistes castellans no van veure necessari important grans quantitats d'esclaus negres al territori de l'actual Xile. A més, degut a la Guerra d'Arauco, s'agafaven maputxes del seu territori que fins i tot eren exportats al Virregnat del Perú, amb un preu molt més econòmic que un esclau negre d'origen africà. Els homes d'origen negreafricà importats s'utilitzaven majoritàriament per al servei domèstic.
Durant la Guerra d'Independència, a l'Exèrcit dels Andes hi havia dos batallons de negres lliberts que San Martín va portar des de la regió de Cuyo. Aquests, però, foren els que van haver de resistir gran part de l'atac espanyol a la Batalla de Maipú i molts moriren. S'estima que San Martín va portar entre 2000 i 3000 lliberts argentina el 1817. D'aquests només se'n van repatriar vius 143.
Un tercer aspecta fou el fort mestissatge que durant moltes dècades va esborrar l'ètnia africana com un grup diferenciat com a tal. Fou només després de la Guerra del Pacífic que, després de la incorporació de la regió de Tarapacá (1883) i d'Arica (1929), hi va tornar a existir un grup afroxilè distingible.

## Història
Els cens de Jáuregui dels anys 1777 i 1778 mostra que el 9,8% del total de la població de l'actual xile en aquell moment eren negres i el cens parcial de 1813 mostra que en aquell moment els afroxilens eren aproximadament el 7% de la població total de l'actual xile.

### Esclavitud a la zona central
Entre els segles xvi i xix es van importar aproximadament uns 6000 esclaus negres al Virregnat de Xile. Hi ha registres que la dansa nacional xilena, la cueca, conté elements de la cultura negra en el seu concepte original: es basa en la dansa afroperuana zamacueca. L'historiador Francisco Antonio Encina va escriure que el 13% dels exploradors que van arribar a Xile amb Diego de Almagro eren africans. L'historiador Gonzalo Vial Correa assenyalà que "fins a l'any 1558, el nombre d'habitants negres, mulats i zambos de Xile eren al voltant de 5000, davant de 34.000 espanyols, 92.000 criolls, 27.000 mestisos i 18.000 indis".
Per una altra banda, durant l'època de la Colònia, Xile va formar part del comerç d'esclaus. Hi arribaven a través de dues rutes:
- La primera connectava des de la península Ibèrica, des d'on s'anava cap a Portobelo, Panamà o Cartagena de Indias. Els comerciants d'esclaus van obtenir diversos d'aquests "béns negres" i els entregaven als mercats del Virregnat de Nova Espanya, Centreamèrica i del Virregnat del Perú.
- La segona començava a Buenos Aires, des d'on els esclaus arribaven a l'actual Xile per via terrestre després de creuar la cadena dels Andes pel pas fronterer de Cuyo i Mendoza per arribar al Vall d'Aconcagua, des d'on anaven fins a Santiago de Xile i Valparaíso.

Els esclaus que van arribar als ports xilens de Coquimbo i Valparaíso tenien un preu dues o tres vegades més alt. Durant el segle xviii, VAlparaíso fou un port important per al negoci del comerç d'esclaus. Segons la Fundación Oro Negro, 2180 esclaus arribaren a aquest port des del Callao.
El grup minoritari d'africans que vivien a Santiago, Quillota i Valparaíso van començar a barrejar-se amb gitanos i criolls i van passar a conformar el conjunt de la identitat ètnica i cultural del Xile actual.

### Esclavitud negra a Arica

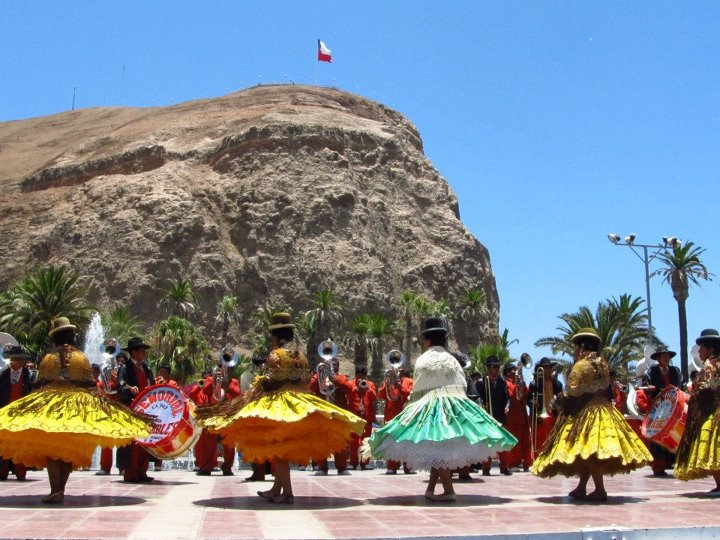
El Morro d'Arica

La població negra o afrodescendent de l'actual Arica fou considerable durant l'època colonial. La ciutat fou fundada el 1570 i va pertànyer al Virregnat del Perú i entre el 1824 i el 1880, a la República del Perú. Aquest últim any fou annexionada a Xile, després que aquest guanyés la Guerra del Pacífic. La ciutat va rebre aquesta gran quantitat d'esclaus perquè el seu territori era òptim per al cultiu de cotó i de canya de sucre al Vall d'Azapa. La majoria dels esclaus que hi arribaren van provindre de les Antilles o del continent africà, sobretot de les zones dels actuals Congo i Angola. A més, després del descobriment de les mines de plata de Potosí, Arica es va convertir en el principal port de desembarcament dels esclaus que s'hi portaven.
Durant aquesta època, els castellans no residien majoritàriament a Arica, ja que al Vall d'Azapa hi havia una gran presència del mosquit anopheles, transmissor de la malària. Cal destacar que els negres aricans i els seus descendents assentats a Arica eren immunes a les malalties tropicals.

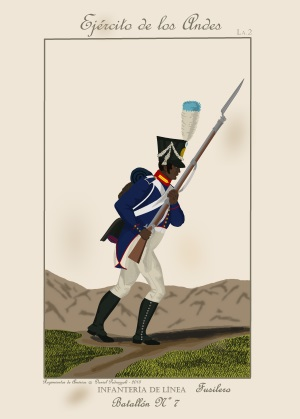
Fusiler afroamericà d'infanteria del batalló nº 7 de l'exèrcit dels Andes

El 1793 es va editar el llibre Guia del Perú, en el que s'informava sobre la composició ètnica dels habitants del Partit d'Arica.
| « | Hi ha 7 doctrines (parròquies) i una ciutat amb 26 poblos annexos en els que hi viuen 18 766 habitantes, els que es distribueixen en la següent forma: 44 clergues, 21 religiosos, 1558 espanyoles (blancs), 12 870 indis, 1977 mestissos, 985 Mulats lliures y 1295 esclaus. | » |

La població d'origen africà va constituir la base de les milícies ariquenyes durant l'època colonial i republicana peruana. Hi va existir el batalló de Pardos d'Arica, que era integrant de l'exèrcit reial del Perú. Posteriorment hi va haver el batalló Arica nº 27 que estava sota el coronel Julio Mac-Lean, germà de l'últim alcalde peruà de Tacna abans de l'ocupació xilena i que va morir juntament amb la seva unitat durant la batalla de l'Alt de l'Aliança. Alfredo Maldonado Arias fou un dels herois afroariquenys de la guerra que, als seus 16 anys es va immolar calant foc al polvorí del fort Ciudadela quan va veure que les tropes xilenes isaven el seu pavelló en el mateix durant la Presa d'Arica.
El 1957, l'escriptor xilè Luis Urzúa, a la seva obra Arica, Puerta Nueva, assenyalava que els negres i sacerdots havien desaparegut d'Arica, tot i que reconeixia que encara subsistien al Vall d'Azapa alguns descendents d'africans "una mica destenyits".
Actualment, existeixen a Arica algunes agrupacions culturals constituïdes per descendents dels antics afroariquenys.

### Abolició de l'esclavitud
Tot i que al 1780 es va plantejar l'abolició de l'esclavitud durant la fallida Conspiració dels tres Antonis, no fou fns el 15 d'octubre de 1811 quan es va establir la llibertat de ventres durant el Primer Congrés Nacional, convocat vuit mesos després de la creació de la Junta de Govern a l'època de la Patria Vieja gràcies a la iniciativa del congressista Manuel de Salas. Aquesta llei consistí en declarar lliures als fills dels esclaus que van néixer a partir d'aquest instant al país. Així mateix, els seus ventres també es van declarar lliures per a evitar accions fraudulentes, com la venta de les mares a l'estranger. A més, la llei va agregar que tots els esclaus que permaneixessin més de sis mesos al territori o que estiguessin de pas quedessin lliures.

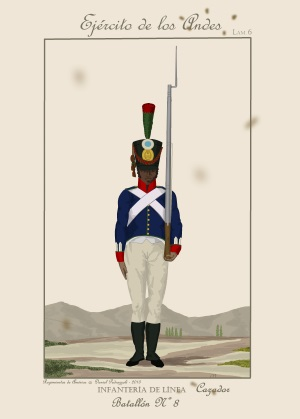
Caçador afroamericà del batalló 8 d'infanteria de l'exèrcit del Andes

El 1818, a conseqüència de la participació de batallons d'esclaus negres a les forces patriòtiques de l'Exèrcit Alliberador dels generals José de San Martín i Bernardo O'Higgins, se'ls va prometre llibertat total.
El 1823, José Miguel Infante va presentar al Congrés un projecte de llei que va proposar l'abolició total de l'esclavitud. En aquell moment, Xile tenia poc més d'un centenar d'esclaus. La nova llei, que fou aprovada el 24 de juliol del mateix any, assenyalava que eren lliures tots els nascuts des del 1811 en endavant i els seus descendents, així com tots els esclaus que trepitgessin el territori de la República de Xile.
Finalment, sota la presidència interina de Ramón Freire y Serrano, es va abolir l'esclavitud de manera definitiva el desembre de 1823 mitjançant la Constitució Política i Permanent de l'Estat de Xile de 1832 que recollia les idees d'Infante en el seu article número 8: "A Xile no hi ha esclaus: el que trepitgi el seu territori per un dia natural serà lliure. El que tingui aquest comerç no pot viure aquí més d'un mes ni naturalitzar-se mai". D'aquesta manera, es va convertir en el primer país hispanoamericà en abolir l'esclavitud de manera oficial.
L'actual Constitució Política de la República de Chile de 1980, en el seu artícle 19è també rendeix tribut a Infante en la seva redacció:
- "Artículo 19º: La Constitución asegura a todas las personas: (...) 2ª - (...) En Chile no hay esclavos y el que pise su territorio queda libre".[12]

## Afroxilens en l'actualitat
En l'actualitat, la major part dels afroxilens es concentren a l'extrem nord del país, sobretot a la regió d'Arica i Parinacota, sobretot a les valls de Lluta, Azapa i a La Chimba. A més a més, a les principals ciutats del país com Santiago de Xile i Antofagasta hi ha un nombre destacat d'immigrans afrollatinoamericans, sobretot afroperuans i afrocolombians que s'hi han assentat des de principis del segle xxi.
No es coneix exactament el número d'afroxilens perquè el govern no va permetre que es demanés a la població si eren afrodescendents, tot i que es van realitzar gestions perquè aquest grup ètnic fos considerat en el cens de Xile de 2012. En realitat, l'administració del president Sebastián Piñera es va negar a incloure la pregunta sobre la procedència africana a l'últm cens.
Segons els afroamericans, el fet que el govern xilè no accepti comptabilitzar-los en els censos oficials és negatiu i que l'estat xilè no compleix el compromís que va adquirir en la Conferència de Durban de 2001 ni el conveni 169 de la mateixa. El govern xilè ha manifestat que no reconeix els afroxilens perquè se'ls considera immigrants moderns, no són un grup originari i perquè són un grup massa poc númerós per a tenir-los en compte. Respecte a la primera qüestió, els afroxilens manifesten que al nord del país hi ha afrodescendents des de fa centenars d'anys i a més hi ha documentació que demostra que es van introduir esclaus africans a la Capitania de Xile (per exemple, el 1777, el 9,8% de la població total del territori eren negres). Sobre el fet que no són originaris, es defensa que en el moment en què es va independitzar Xile, ja hi havia afrodescendents al seu territori, al que han participat en la seva riquesa i patrimoni. Respecte al fet que són poc nombrosos, esgrimeixen casos d'altres grups humans originaris que també tenen molt poques persones (els rapanuis eren 4647 persones l'any 2000; els alcalufes n'eren 2622; hi havia 3128 colles i 6175 amares).
Els de la ONG Oro negro donen deu motius per als que faria falta que els afroxilens fossin considerats com a tals en el Cens de l'INE de Xile:
1. Hi ha una base històrica innegable que demostra la presència d'afrodescendents a Xile, on ja hi eren presents com a part de l'exèrcit de Diego de Almagro, durant la conquesta castellana (1536).
2. L'acadèmia actual creu que la multiculturalitat ètnica és bona per a la construcció de la nació xilena en contra de les ideologies totalitàries que definien les polítiques de Xile a la dècada de 1990 i hi ha estudis acadèmics rellevants que manifesten que l'afrodescendència és important a Xile. A més, un grup ètnic es basa en l'adscripció d'un grup de persones en la filiació comú sota un nom col·lectiu que els definex i que tenen un sentit de solidaritat particular. Això fa que els que es defineixen com a afroxilens, més que posseir un fenotipus particular (pell negra), es basen més en el seu sentiment de pertinença al grup dels afrodescendents.
3. Els grups d'afroxilens aspiren a ser reconeguts per la societat i l'Estat al qual pertanyen, ja que aquest reconeix la diversitat cultural. Això segons és necessari per a cumplir els tractats internacionals que ha soscrit Xile en contra de la discriminació: articles 1 i 7 de la Declaració Universal dels Drets Humans, l'article 26 del Pacte de Drets Civils i Polítics, a més dels tractats contra el racisme que ha firmat l'estat Xilè com la Declaració de Durban de 2001, l'article 32è del qual afirma "Reconeixem el valor i la diversitat del patrimoni cultural dels africans i els afrodescendents i afirmem la importància i necessitat d'assegurar la seva completa integració en la vida social, económica i política per a facilitar la seva plena participació en tots els nivells del procés d'adopció de decisions".[15] Sobre això última, fins i tot el Comitè per a l'eliminació de la discriminació racial de les Nacions Unides va recordar a l'estat xilè que no complia aquest compromís en el referent amb la població afrodescendent.
4. La Constitució de Xile reconeix el dret d'igualtat i es manifesta contra la discriminació per raons arbitràries en els seus articles 1 i 2.
5. A Xile hi ha un ordenament jurídic especial dedicat als pobles originaris. Així, es manifesta que cal aplicar-se als afrodescendents la Llei Indígena m1 19.253 de 1993.
6. Hi ha dos projectes de llei que han estat presentats a la Càmara dels Diputats de Xile perquè es reconegui als afrodescendents.
7. El Centre Llatinoamericà i Caribeny de Demografia (CELADE) recomana als seus estats membrs que reconeguin la varietat d'afrodescendent a les enquestes dels seus estats membres.
8. Fins i tot Argentina, país que és considerat normalment com un país "blanc i europeu" ha inclòs la variable d'afrodescendent en el seu cens de 2010. A part, també ho fan Brasil, Colòmbia, Costa Rica, Cuba, Equador, El Salvador, Guatemala, Honduras i Nicaragua.
9. Els últims censos xilens no van incloure només les ètnies que estaven presents en tot el territori nacional i només estan en un territori concret del país.
10. A la societat civil existeixen entitats i institucions que reivindiquen el reconeixement social i estatal dels afroxilens des de la dècada de 1980 com a mínim.

Tot i que en el cens de 2017 de Xile no s'ha inclòs encara la possibilitat d'afirmar-se com a afroxilens o afrodescendents, a Arica hi ha una campanya perquè aquests es declarin com a tal utilitzant la casella "altres".

### Discriminació i desadaptació
La discriminació, desadaptació i exclusió social ha estat un altre punt important durant els últims temps per als afroxilens.
A les zones sud i austral de Xile, la presència d'afroxilens és gairebé inexistent i la seva gran majoria són immigrants estrangers o turistes. Això, sumat a l'absència de nexes històrics a la zona, provoca un sentiment de desconfiança, refús i l'aparició de prejudicis entorn la comunitat negra. Per altra banda, al nord de Xile fou conegut per l'opinió públia el cas de José Corvacho, funcionari afrodescendent del Fons de Solidaritat i Inversió Social de la Regió d'Arica i Paranicota, el desembre de 2010, que fou despedit, segons les seves declaracions, pel color de la seva pell. Aquest fet provocà la renúncia del Director Regional del FOSIS i les investigacions corresponents del cas i va reobrir el deba sobre la incursió ètnica al país. Des del 2009 es troba a tràmit perlamentari la llei de reconeixement de l'ètnia afrodescendent. Aquesta atorgaria majors garanties a la comunitat afroxilena.

### Nova generació d'afroxilens
Degut a l'explossiva immigració a Xile des d'altres països llatinoamericans a partir de la Dècada de 2010 ha fet que arribessin al país nombrosos afroamericans: afrohaitians, afrocolombians i Afrodominicans sobretot. Això ha fet que hagi sorgit una nova generació de xilens negres, desgut sobretot als fills dels immigrants recents que adquireixen la nacionalitat per territorialitat, així com els fills dels matrimonis interracials de ciutadans xilens i immigrants negres.

### Organitzacions d'afroxilens
Els afroxilens han fet diverses entitats i organitzacions per a defensar la seva cultura i identitat: Organización Cultural Lumbanga, Colectivo de mujeres Luanda, Comparsa de la ONG Oro Negro, Comparsa Tumba Carnaval, Club del adulto mayor Julia Corvacho i Agrupación Arica Negro.
Aquestes entats estan coordinats per mitjà de l'Alianza afrochilena.

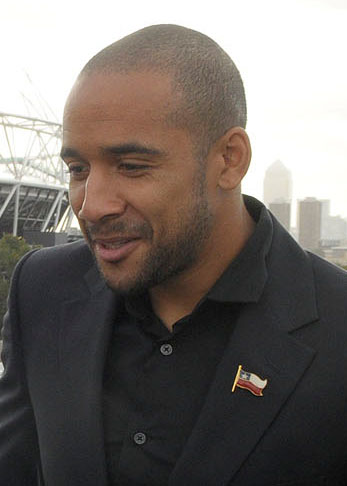
El futbolista Jean Beausejour

### Personalitats destacades
- Jean Beausejour, futbolista xilè de pare haitià i mare xilena.
- Junior Fernandes, futbolista xilè de pares afrobrasilers radicats a Xile.